# René Guillot
René Guillot (* 24. Januar 1900 in Courcoury, Département Charente-Maritime; † 26. März 1969 in Paris) war ein französischer  Afrikareisender und Jugendbuchautor.

## Leben und Wirken
Nach dem Studium der Naturwissenschaften ging er als Lehrer in den Senegal. Über 20 Jahre verbrachte er in Afrika und bereiste den ganzen Kontinent. Aus dieser Zeit stammen die Stoffe für viele seiner Jugendbücher.

## Ehrungen
- 1946 Prix du Roman d’Aventures für Les équipages de Peter Hill
- 1950 Prix Jeunesse für Sama, prince des éléphants.
- 1958 Welt-Kinderbuchpreis (Prix Enfance du Monde) für Grischka und sein Bär
- 1964 Hans Christian Andersen Preis für Le grand livre de la brousse
- 1964 Hans-Christian-Andersen-Medaille für sein Gesamtwerk

## Werke
- La route des éléphants. 1957.
  - deutsch: Agbasso. Eine Filmexpedition in westafrikanischen Urwald. SJ-Verlag, Solothurn 1960.
- Anne et le roi des chats. 1959.
  - deutsch: Anne und die Wildkatze. Blanvalet, Berlin 1960.
- La grande terre des éléphants. 1963.
  - deutsch: Das große Land der Elefanten. Blanvalet, Berlin 1965.
- Maraouna du Bambasson. 1962.
  - deutsch: Das Mädchen aus Lobi. ÖBV, Wien 1969.
- Crin blanc. 1959.
  - deutsch: Das weiße Wildpferd. Obelisk-Verlag, Innsbruck 1974, ISBN 3-85264-056-3.
- Le 397ème éléphant blanc. 1958.
  - deutsch: Der 397. weisse Elefant. Betz, München 1973, ISBN 3-7641-0708-1.
- Prince de la jungle. 1946.
  - deutsch: Der Dschungelprinz. Verlag Maier, Ravensburg 1970, ISBN 3-473-39056-9.
- L'étranger du port. 1961.
  - deutsch: Der Fremde vom Hafen.Engelbert-Verlag, Balve 1965.
- Le chef au masque. 1962.
  - deutsch: Der Häuptling mit der Goldmaske. Engelbert-Verlag, Balve 1962.
- Le maître des éléphants. 1962.
  - deutsch: Der Herr der Elefanten. Blanvalet, Berlin 1976, ISBN 3-7645-01562-7.
- Kpo, la panthère. 1965.
  - deutsch: Der Panther Kpo. Heyne, München 1972.
- Der Prinz der blauen Berge. Blanvalet, Berlin 1969 (Verse von James Krüss).
- Les compagnons de la fortune. 1950.
  - deutsch: Der Schatz im Elfenbeinsumpf. Benziger, Zürich 1977, ISBN 3-545-32147-9.
- Tam-Tam de Kotokro. 1956.
  - deutsch: Die Botschaft der Trommeln.Boje-Verlag, Stuttgart 1957.
- Les éléphants de Sargabal. 1959.
  - deutsch: Die Elefanten von Sargabal. Sebaldus-Verlag, Nürnberg 1960.
- Ouoro, le chimpanze. 1960.
  - deutsch: Die Quelle im Busch. Engelbert-Verlag, Balve 1964.
- Le voyage en ballon. 1962.
  - deutsch: Die Reise im Ballon. Boje-Verlag, Stuttgart 1966.
- Les cavaliers du vent. 1953.
  - deutsch: Die Ritter vom Wind. Ehrenwirth, München 1958.
- Le grand Marc et les aigles noirs.
  - deutsch: Die schwarzen Adler. Blanvalet, Berlin 1968.
- Trois filles et un secret. 1960.
  - deutsch: Drei Mädchen und ein Geheimnis. Blanvalet, Berlin 1962.
- Un château en Espagne.
  - deutsch: Eine Burg in Spanien. Blanvalet, Berlin 1971, ISBN 3-7645-7286-8.
- Fodé Koro et les hommes-panthères.
  - deutsch: Fodé Koro. Blanvalet, Berlin 1970, ISBN 3-7645-7285-X.
- Fonabio et le lion. 1963.
  - deutsch: Fonabio und der Löwe. Blanvalet, Berlin 1964.
- Cœurs sauvages. Cœurs de bêtes. 1969.
  - deutsch: Herzen der Wildnis. Tiergeschichten. Neuer Tessloff-Verlag, Hamburg 1972, ISBN 3-7886-0310-0.
- Ras al Gua. Poste du sud. 1936.
  - deutsch: Im Sand von Ras el Gua. Zeitbild-Verlag, Wien 1938.
- Plein Nord. 1956.
  - deutsch: Inuk der Schlittenhund. Blanvalet, Berlin 1966.
- Mein Freund Ajax. Blanvalet, Berlin 1976, ISBN 3-7645-1569-4.
- Le clan des bêtes sauvages. 1956.
  - deutsch: Mokokambo. Das Reich der wilden Tiere. Blanvalet, Berlin 1963.
- Le moulin de Nicolette. 1956.
  - deutsch: Nicolette und die Mühle. Engelbert-Verlag, Balve 196
- Pascal und die Löwin. Engelbert-Verlag, Balve 1967.
- Red Kid de l'Arizona. 1959.
  - deutsch: Red Kid aus Arizona. Blanvalet, Berlin 1965.
- Rex und Mistigri.
- Le cavalier de l'infortune. 1956.
  - deutsch: Ricardo und die Pferde. Blanvalet, Berlin 1966.
- L'extraordinaire aventure de Michael Santanréa. 1951.
  - deutsch: Rotes Holz von Botokro. Arena-Verlag, Würzburg 1962.
- Sama, prince des éléphants. 1950.
  - deutsch: Sama, der Elefantenprinz. Schaffstein-Verlag, Köln 1957.
- Sirga. la lionne. 1951.
  - deutsch: Sirga die Löwin. Bertelsmann, München 1993, ISBN 3-570-02473-3 (früherer Titel: Ule, der Löwenhüter).
- Tipiti. le rouge-gorge.
  - deutsch: Tipiti, das Rotkehlchen.
- La princesse de la Bicle et le chevalier. 1968.
  - deutsch: Waldmärchen. Engelbert-Verlag, Balve 1973, ISBN 3-536-00354-0.
- Grischka – Zyklus

1. Grichka et les turbans jaunes.
2. La marque de Grichka.
3. Grichka et les loups. 1960.
4. Grichka et son ours. 1958.

- - deutsch: Grischkas großes Abenteuer. Neuaufl. Dtv, München 1989, ISBN 3-423-70076-9.
  - deutsch: Grischka und Ajoki. Neuaufl. Dtv, München 1986, ISBN 3-423-70060-2.
  - deutsch: Grischka und die Wölfe. Neuaufl. Dtv, München 1986, ISBN 3-423-70048-3.
  - deutsch: Grischka und sein Bär. Neuaufl. Dtv, München 1990, ISBN 3-423-70031-9.

## Verfilmungen
- 1993 Sirga – Die Löwin.